# Terry Bozzio
Terry John Bozzio (San Francisco, 27 de Dezembro de 1950) é um baterista americano mais conhecido por seu trabalho com Frank Zappa.
Em 2015, Terry apareceu na 38a posição da lista 60 Pesos Pesados da Bateria elaborada pela revista Roadie Crew.

## Biografia
Bozzio nasceu na California de pais italianos americanos. Estudou em Sir Francis Drake High School em San Anselmo, California, onde teve escolaridade musical em 1969. Fez sucesso gravando e fazendo shows com Frank Zappa (e aparecendo no musical Baby Snakes), e na banda UK. Após seu teste com Zappa, todos os bateristas ficaram atrás dele, e ele foi aceito. Ficou famoso por executar "The Black Page", uma composição feita para ser o "pesadelo do músico" cheia de notas tornando-se quase obscura. Atualmente mora em Austin, Texas com sua esposa Ev e seu filho Raanen Bozzio.
Bozzio formou o Missing Persons com sua então esposa e vocalista Dale Bozzio, o ex-guitarrista e ex-baixista de Zappa Warren Cuccurullo e Patrick O'Hearn e o tecladista Chuck Wild.
Após sair do Missing Persons em 1986 depois do lançamento do álbum Color In Your Life, Terry entrou na banda solo do ex-guitarrista do Duran Duran Andy Taylor. Pode ser visto em vários videos desse período. Participou na reuinião oficial "founding members" do Missing Persons em julho de 2000 e gravou um álbum com influencia de Zappa, porém ainda não lançado, Playing in Tongues, [carece de fontes?] com Warren Cuccurullo.
No verão de 2005, Bozzio substituiu Dave Lombardo na banda de Mike Patton: Fantômas na turnê européia e também na América do Sul (incluindo o Brasil).[carece de fontes?] Bozzio foi colocado em Guitar Center's RockWalk em Hollywood em 17 de janeiro de 2007 [carece de fontes?] junto com ícones do rock Ronnie James Dio e Slash.
Recentemente Bozzio trabalhou com a banda Korn no oitavo álbum de estúdio após a saída do baterista David Silveria. Foi contratado também para tocar com a banda na turnê Family Values Tour, mas deixou o grupo e foi substituído pelo baterista do Slipknot Joey Jordison e Ray Luzier.

## Inovação musical
Assim como o baterista da Calçada da Fama Gary Chester, Bozzio é notado por criar o ostinato melódico para bateria.[carece de fontes?] Em grande parte dos seus trabalhos, o ostinato é tocado usando várias permutações de bumbo e chimbal enquanto sola contra essas bases usando as mãos. As vezes (quase sempre na mesma composição) o oposto acontece, onde ele segura um ostinato com as mãos e sola com os pés. Assim como Chester, Bozzio desenvolveu a aplicação para o ostinato melódico para bateria quando ele notou como um pianista faria um solo ou tocaria ritmos contra o ostinato ou o ponto pedal. Então ele aplicou esse conceito para bateria.[carece de fontes?]